# Benzisoxazool
Benzisoxazool is een heterocyclische organische verbinding met als brutoformule C7H5NO. De stof komt voor als een heldere kleurloze tot lichtgele vloeistof. Structureel gezien bestaat het uit een fusie van een benzeenring en een isoxazoolring. Door de aromaticiteit is het een relatief stabiele verbinding, doch door aanwezigheid van enkele reactieve sites kunnen makkelijk reacties worden aangegaan.

## Toepassingen
Benzisoxazool kent tal van derivaten, die onder meer als geneesmiddel worden gebruikt. Voorbeelden zijn risperidon en zonisamide. Verder wordt benzisoxazool gebruikt als uitgangsstof voor de synthese van bepaalde bioactieve componenten.